# آنستون
آنستون (به انگلیسی: Unstone) یک روستا و محله مدنی در بریتانیا است که در North East Derbyshire واقع شده‌است. آنستون ۱٬۸۷۶ نفر جمعیت دارد.